# Ermelo (Países Bajos)
Ermelo es un municipio situado en la provincia de Güeldres, en los Países Bajos. Tiene una población estimada, a fines de noviembre de 2024, de 28 081 habitantes.
Está situado al norte de la región boscosa de Veluwe y bordea el lago de Nuldernauw.